# Лакандонські джунглі
Лакандонські джунглі (ісп. Selva Lacandona) — область дощових лісів, що тягнеться від мексиканського штату Чіапас через Гватемалу до південної частини півострова Юкатан. Серце цього тропічного лісу розташоване в біосферному заповіднику Montes Azules у штаті Чіапас на кордоні з Гватемалою у регіоні Монтаньяс-дель-Орієнте. Хоча більшу частину джунглів поза заповідником частково або повністю знищено, і руйнування є і в заповіднику, Лакандонські джунглі, як і раніше, є найбільшим гірським лісом Північної Америки та одним із останніх лісів, де водяться ягуари. У джунглях ростуть 1500 видів дерев, мешкають 33 % усіх мексиканських видів птахів, 25 % усіх мексиканських видів тварин, 44 % усіх мексиканських денних метеликів та 10 % видів риб Мексики.
В джунглях також розташовані низка важливих археологічних пам'яток культури мая: Паленке, Яшчилан, Бонампак та численні невеликі ділянки, які залишаються частково або повністю нерозкопаними. Цей тропічний ліс, особливо ділянка всередині біосферного заповідника, є джерелом політичної напруженості між САНО або сапатистами та їхніми союзниками з корінних народів, які хочуть обробляти землю, і міжнародними екологічними групами та лакандонськими мая, місцевими корінними жителями, які мають право власності на більшість земель у Montes Azules.

## Заповідник та сапатисти
САНО широко відомі як сапатисти, вийшли на передній план політичного життя Чіапасу в середині 1990-х років. Відтоді переважно їх підтримують корінні громади Лакандонських джунглів та райони навколо Сан-Кристобаль-де-лас-Касаса. Хоча переселення в джунглі почалося на початку XX століття, воно прискорилося в 1990-х роках, коли сапатисти заохочували людей захоплювати «незайняті джунглі». З цієї причини сапатистів не підтримують лакандони, які побоюються за села та безпеку людей під час зіткнень із САНО.
Сапатисти стверджують, що як корінні хлібороби, вони є кращими захисниками лісу, і що вони хочуть перетворити Montes Azules на «заповідник індіанців-землеробів», ковдру з ферм і джунглів.
Це налаштовує проти них лакандонів та захисників довкілля, які заявляють, що джунглі більше не можна використовувати. Вони також заявляють, що сільськогосподарські методи не допомагають полегшити економічне становище переселенців, оскільки вони можуть обробляти ділянку лише протягом кількох урожаїв, доки ґрунт не виснажиться.
Сапатисти звинуватили екологів у змові з урядом та корпораціями, а лакандонів надто мало, щоб кинути виклик іншим групам, попри те, що індіанці є законними власниками більшої частини заповідника. Кілька разів поселенців намагалися виселити із заповідника, особливо з тридцяти двох незаконних поселень, але сапатисти та їхні союзники надали жорстку відсіч.
2005 року деякі громади, які підтримують сапатистів, вирішили переселитися, залишаючись проти примусового переселення. До них належать населені пункти Прімеро-де-Енеро, Санта-Крус, Охо-де-Октубре та Сан-Ісідро. Після цього лідер САНО, субкоманданте Маркос, у комюніке застеріг від спроб примусового виселення будь-якої дружньої до сапатистів спільноти.
2008 року сапатисти та їхні союзники заборонили вхід федеральної поліції та армії в ехідо Ла Гарруча, Сан-Алехандро та Герменегільдо Галена, де ті шукали поля канабісу. Сапатисти заявили, що війська не мають права входити на ці землі. Проте вже 2010 року поліція і війська силою вигнали індіанців зі старих і нових незаконних поселень за межі охоронних зон. 2011 року САНО поширила ще одне попередження, що операції проти цих поселень загрожують корінним народам Мексики. Сапатисти та деякі екологічні ГО, такі як Maderas del Pueblo del Sureste, виступають проти програми Скорочення викидів унаслідок знеліснення та деградації лісів, оскільки вона «перетворює на товар» культуру корінних народів, даючи їй комерційну цінність відносно довкілля. Один із аспектів програми — плата місцевим ехідо або іншим громадам за те, щоб вони тримали частину своїх земель у дикому стані та/або брали участь у відновленні джунглів.